# À la volette
À la volette est une chanson enfantine traditionnelle, dont la mélodie est apparue dans un chant de Noël en 1672[citation nécessaire].

## Paroles
Mon petit oiseau

A pris sa volée

Mon petit oiseau

A pris sa volée

A pris sa, à la volette

A pris sa, à la volette

A pris sa volée

Il s'est envolé

Sur un oranger

Il s'est envolé

Sur un oranger

Sur un o, à la volette

Sur un o, à la volette

Sur un oranger

La branche était sèche

L'oiseau est tombé

La branche était sèche

L'oiseau est tombé

L'oiseau est, à la volette

L'oiseau est, à la volette

L'oiseau est tombé

Mon petit oiseau

T'es tu donc blessé ?

Mon petit oiseau

T'es tu donc blessé ?

T'es tu donc, à la volette

T'es tu donc, à la volette

T'es tu donc blessé ?

Me suis cassé l'aile

Et tordu le pied

Me suis cassé l'aile

Et tordu le pied

Et tordu, à la volette

Et tordu, à la volette

Et tordu le pied

Mon petit oiseau,

Veux-tu te soigner ?

Mon petit oiseau,

Veux-tu te soigner ?

Veux-tu te, à la volette

Veux-tu te, à la volette

Veux-tu te soigner ?

Je veux me soigner

Et me marier

Je veux me soigner

Et me marier

Et me ma, à la volette

Et me ma, à la volette

Et me marier

Me marier bien vite

Sur un oranger

Me marier bien vite

Sur un oranger

Sur un or, à la volette

Sur un or, à la volette

Sur un oranger
On a les couplets supplémentaires suivants :
Et c'est (...) qui s'ra ma fiancée

Mon petit oiseau je vais te soigner

Et le petit oiseau reprit sa volée

C'est sur mon épaule qu'il vint se poser

Et dans mon oreille j'ai eu un baiser

## Histoire
Cette chanson est une ritournelle d'Île-de-France qui remonte au XVIIe siècle.

## Interprètes
Elle fut interprétée, entre autres, par Lucienne Vernay, Henri Dès et Dorothée.
Le quatuor de musique folk The Weavers la chante en anglais lors d'un concert en 1963 (album The Weavers Reunion at Carnegie Hall: 1963 (Live)).
En anglais, la traduction du titre de la chanson peut être On The Wing.

## Dans la culture populaire

### Kaamelott
Cette chanson est utilisée dans la série télévisée Kaamelott dans laquelle elle revient très souvent.
Dans l'épisode À la volette (Livre I, ep. 26) de la série Kaamelott, le roi Arthur doit régulièrement, sur les conseils de son enchanteur Merlin, interrompre les séances de conseil stratégique pour fredonner cette chanson qui lui trotte en permanence dans la tête, au point de ne pouvoir suivre les échanges du conseil. En effet, son épouse Guenièvre a invité un barde au déjeuner, qui a chanté cette chanson, aux dires du roi lui-même — la scène de chant par le barde n'apparaissant pas dans l'épisode. La scène finale montre le roi, excédé, dans le lit avec son épouse, la menaçant de tuer tout autre barde qu'elle aurait l'intention d'inviter, pour, finalement, marmonner une dernière fois l'air de la chanson.
Dans l'épisode La quinte juste (Livre II, ep. 55) de la même série Kaamelott, le roi Arthur chante cette pavane dans un chœur polyphonique devant le Père Blaise, excédé par l'emploi des consonances imparfaites. Lors du dernier écran noir marquant classiquement la fin d'un épisode de Kaamelott, on entend le roi exprimer « Par contre, elle est chiante cette chanson parce qu'elle reste. », ce qui renvoie le spectateur à l'épisode À la volette du livre I. On notera qu'Arthur chante une autre pavane en début d'épisode, Belle qui tiens ma vie.
Dans l'épisode Le Dialogue de paix II (Livre III, ep. 42), le chef burgonde entonne cet air lors du repas qui clôt l'épisode.
Enfin dans l'épisode Corpore Sano II (Livre IV, ep. 86), le Maître d'Armes parodie la comptine pour énerver Arthur afin qu'il daigne s'entraîner (« Le bon roi Arthur, Est une p'tite tapette, (...), à la volette (...) »).